# سد شیرین دره
سد شیرین دره یک سد خاکی با هسته رسی بر روی رودخانه شیرین (از سرشاخه‌های رودخانه اترک) است که در شهرستان مانه و درفاصله ۶۵ کیلومتری شمال غربی شهر بجنورد واقع شده است. کار ساخت این سد با گنجایش مخزن ۹۱ میلیون متر مکعب در سال ۱۳۷۵ آغاز و در سال ۱۳۸۴ سد آبگیری و افتتاح شد.

## اهداف ساخت سد
هدف از ساخت سد شیرین دره تأمین ۱۸ میلیون متر مکعب آب مورد نیاز شرب بجنورد و مناطق اطراف، تأمین چهار میلیون مترمکعب آب مورد نیاز زیست‌محیطی، تأمین آب مورد نیاز توسعه و بهبود کشاورزی ۶۳۰۰ هکتار اراضی پایاب و کنترل سیلاب و جلوگیری از خسارات سیل بوده است.

## مشخصات سد
ارتفاع تاج سد شیرین دره از مرکز رودخانه ۶۳ متر، طول سد در تاج ۴۸۳، عرض سد در تاج ۱۲ متر است.
رئیس سازمان مدیریت و برنامه‌ریزی خراسان شمالی در سال ۱۴۰۱ بیان کرد که سالانه یک میلیون مترمکعب رسوب و گل ولای به وسیله سیلاب وارد سد شیرین دره می‌شود که عمر مفید این سازه را کاهش می‌دهد.

## نگارخانه

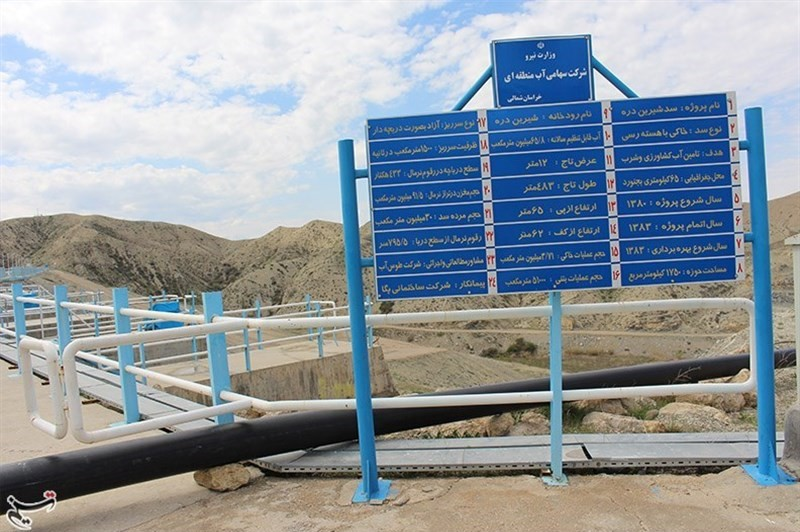
تابلو مشخصات سد شیرین دره